# Philippe Gas
Philippe Gas, né en 1963 à Rueil-Malmaison, a été le Président d’Euro Disney S.A.S., qui assure la gérance d’Euro Disney S.C.A. et d’Euro Disney Associés S.C.A., la société d’exploitation de Disneyland Paris. Philippe Gas a été en fonction en tant que Président d'Euro Disney S.A.S. en septembre 2008 jusqu'en septembre 2014. Il a été nommé président de Shanghai Disney Resort le 1er août 2014. En mars 2019, Philippe est nommé Vice President & Executive Managing Director, Walt Disney Attractions Japan and Disneyland International. Joe Schott lui succède alors à la présidence de Shanghai Disney Resort.

## Carrière
Après des études de droit à l'université de Paris Assas, et une expérience de deux ans chez General Motors, Philippe Gas a rejoint Disney en 1991 et a fait partie de l'équipe d'ouverture de Disneyland Paris. Durant les six années qui ont suivi, il a occupé plusieurs postes à responsabilités au sein de l'entreprise, avant d'être promu Directeur Corporate Compensation au siège de The Walt Disney Company à Burbank, Californie. En 1996, il eut une fille, Alexandra. En 2000, il s'est occupé de la stratégie des Ressources Humaines pour 13 pays asiatiques en qualité de Régional Vice Président pour The Walt Disney Company Asie-Pacifique - d'abord basé à Tokyo puis à Hong Kong. En 2004, Philippe Gas est revenu à Disneyland Paris en tant que Directeur Général Adjoint - Ressources Humaines puis un an plus tard a été nommé Senior Vice Président, International Human Resources pour Walt Disney Parks and Resorts. En 2006, il a été promu au poste d'Executive Vice Président - Human Resources, Diversity & Inclusion pour Walt Disney Parks and Resorts dans le monde. À ce poste, il était chargé des stratégies et pratiques de Ressources Humaines pour près de 100 000 Cast Members. Il est remplacé par Tom Wolber à la direction d'Euro Disney.
Il sera directeur général du futur parc Six Flags Qiddiya situé en Arabie saoudite actuellement en construction (décembre 2023). (Source : parcs et loisirs magazine n°7, dec 23, janv-fev 24)